# Neptunbrunnen (Hannover)

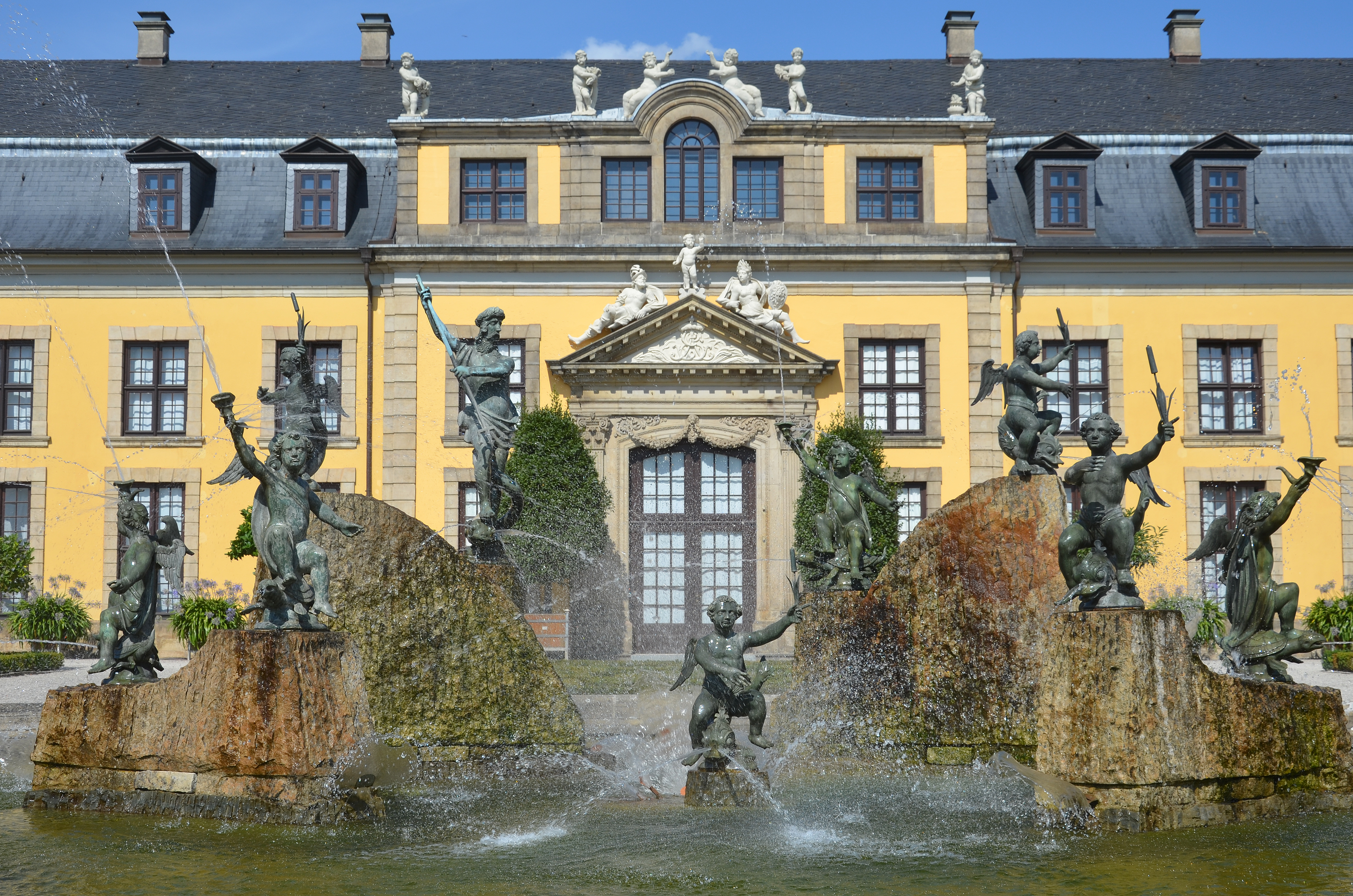
Acht barocke Putten auf Schildkröten und Delfinen bilden die nach Neptun benannten Wasserspiele im Großen Garten von Hannover-Herrenhausen.

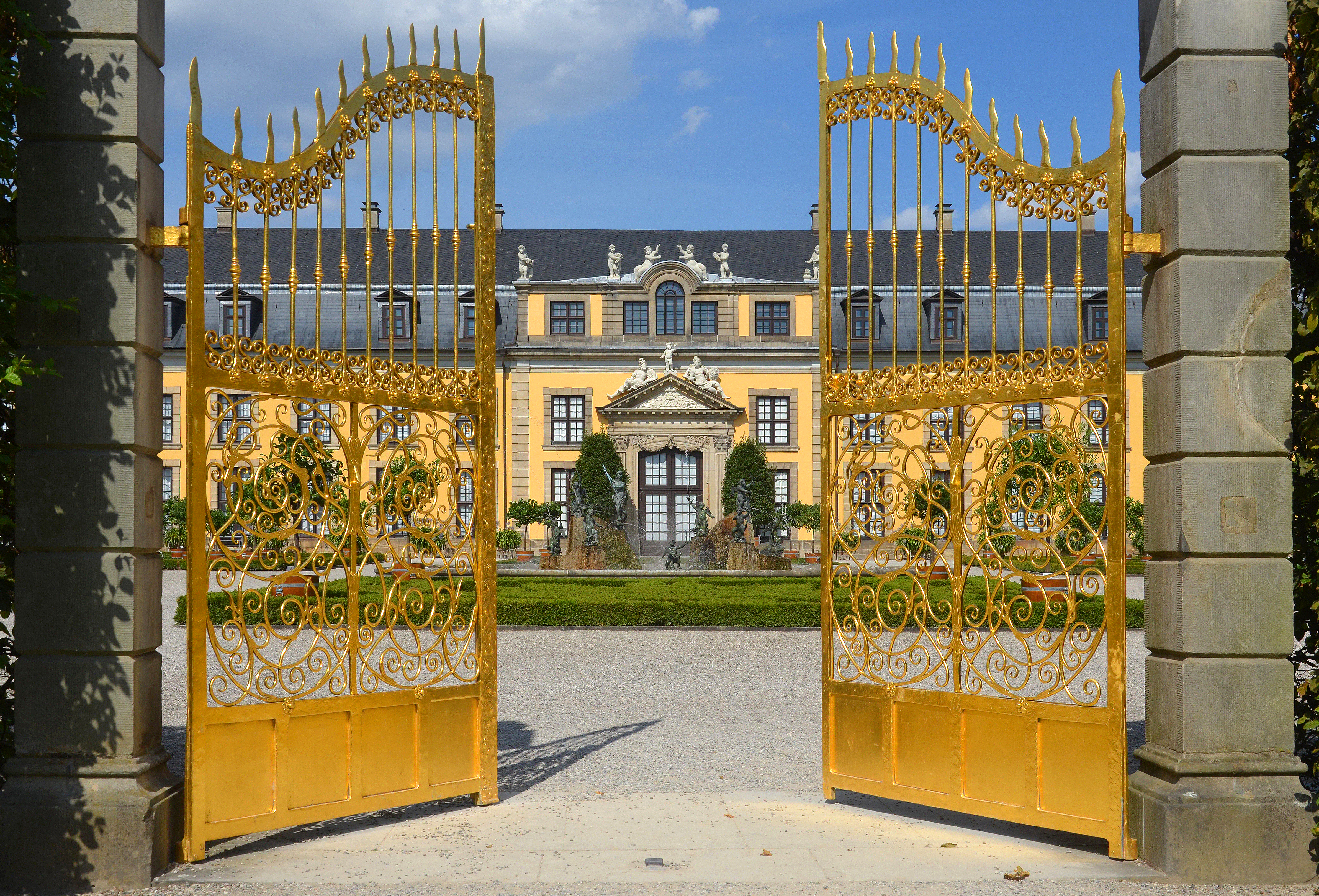
Das Goldene Tor bildet mit dem Neptunbrunnen und dem Portal des Galeriegebäudes eine optische Achse

Der Neptunbrunnen in Hannover ist ein Springbrunnen im Großen Garten von Herrenhausen. Das wasserspeiende barocke Skulpturen-Ensemble mit dem römischen Wassergott Neptun findet sich dort im Orangerieparterre zwischen dem Goldenen Tor und dem Galeriegebäude.

## Geschichte
Ein erstes Bassin vor dem Hintergrund der barocken Fassade des Galeriegebäudes wurde erstmals in den Jahren 1696 bis 1697 nach einem Entwurf von Marinus Cadart durch Brand Westermann angelegt und war anfangs geschmückt mit der Plastik eines Knaben mit Delfin als Wasserspeier.
In den folgenden Jahrhunderten wurde der Springbrunnen mehrfach umgestaltet, bis er nach dem Eigentums-Übergang des Großen Gartens an die Stadt Hannover 1936 ab dem Folgejahr 1937 eine zentrale Fontäne mit einigen darum im Kreis ausgerichteten kleineren Fontänen erhielt. Dieses Arrangement betonte und steigerte optisch bis zur Jahrtausendwende die Achse zwischen dem Goldenen Tor und dem Portal des Galeriegebäudes und bildete in seinem achteckigen Wasserbecken zugleich den Mittelpunkt der geometrisch angelegten Gartenanlage des Orangerieparterres.
Die hier heute installierten acht Putten rund um den Wassergott Neptun stammen ursprünglich „[...] aus der ersten Hälfte des 17. Jahrhunderts“ und sind damit älter als der Große Garten in seiner heutigen Ausdehnung. Als zur Zeit des Königreichs Hannover unter Königin Friederike der verwilderte Barockgarten wieder instand gesetzt wurde, setzte der Hofbaumeister Georg Heinrich Schuster im Jahr 1848 die acht auf Schildkröten und Delfinen reitenden Putten sowie den Neptun auf dem Dach der Grotte auf.
Die neun Messingfiguren wurden bei der Sanierung der Grotte im Jahr 2002 zunächst entfernt und wurden dann neun Jahre lang in einem Lager aufbewahrt. Erst nach einer Spendensammlung von rund 200.000 Euro durch den Verein Freunde der Herrenhäuser Gärten sowie einem Zuschuss durch die Stadt Hannover in Höhe von 120.000 Euro sowie Neugestaltung und -arrangement durch den Bildhauer Magnus Kleine-Tebbe konnten die wasserspeienden Figuren im Frühjahr 2008 wieder der Öffentlichkeit zugänglich gemacht werden.